# Sisyphi Planum
Il Sisyphi Planum è una struttura geologica della superficie di Marte.